# Krajta timorská
Krajta timorská (Python timoriensis) je druh nejedovatého plaza, patřící mezi krajty, obývající Jihovýchodní Asii. Obývá řídké lesy a otevřené travnaté oblasti na ostrovech Flores v Indonésii.

## Popis
Patří mezi malé krajty, může dorůst jen 150 – 180 cm, výjimečně až tři metry. Hnědožlutá hlava je oválná, od krku zřetelně oddělená, s nadočnicovými kostmi. Na horních retních štítcích jsou zřetelné tepločivé jamky. Tělo je žluté s hnědým síťovým vzorem. Jedná se o agresivní a kousané zvíře, které je aktivní po setmění.
V zajetí se krmí se drobnými hlodavci (myši, potkani) a ptáky (kuřata). Odchovy se daří jen výjimečně. Krajta timorská je vejcorodá, samice o nakladená vejce pečují, a zahřívají je, díky kontrakcím svalových vláken dokáží zvýšit teplotu svého těla až o 7 °C.